# Mestna hiša, Vilna
Mestna hiša v Vilni (litovsko Vilniaus rotušė) je zgodovinska mestna hiša na istoimenskem trgu v starem mestnem jedru Vilne v Litvi.

## Palača
Mestna hiša v Vilni je bila prvič omenjena leta 1432. Sprva je bila stavba v gotskem slogu in je bila od takrat že večkrat obnovljena. Sedanja mestna hiša v Vilni je bila obnovljena v neoklasicističnem slogu po načrtu Laurynasa Gucevičiusa leta 1799. Od takrat ostaja nespremenjena. Gotske kleti so ohranjene in jih je mogoče obiskati.
Dandanes se uporablja za predstavniške namene, pa tudi med obiski tujih državnih funkcionarjev in vladarjev, med njimi sta bila tudi George Walker Bush in kraljica Elizabeta II. Britanska

## Trg
Mestni trg (litovsko Rotušės aikštė) na koncu ulice Pilies je tradicionalno središče trgovine in prireditev v Vilni. Na tem trgu potekajo večji letni sejmi, kot je sejem Kaziukas, tukaj je okrašena glavna božična jelka, organizirani so različni koncerti in druge zanimivosti ter praznovanja pomembnih datumov države.
Kaziuko mugė ali sejem svetega Kazimirja je velik letni sejem ljudskih umetnosti in obrti v Vilni v Litvi, ki sega v začetek 17. stoletja. Sejem tradicionalno poteka na mestnih tržnicah in ulicah v nedeljo, ki je najbližja 4. marcu (praznik sv. Kazimirja), obletnici njegove smrti. V litovščini je Kaziukas pomanjševalnica od Kazimirja. Danes so na sejmu tudi glasbene, plesne, gledališke predstave; privabi več deset tisoč obiskovalcev in veliko obrtnikov iz celotne Litve ter iz sosednjih držav, kot so Latvija, Rusija in Poljska.

## Zgodovina
Že v začetku 15. stoletja je bil trg omejen z majhnimi trgovinicami. Z razširitvijo mesta in razvojem trgovine se je število majhnih trgovin povečevalo. Večina jih je prodajala sol, železo in mesne izdelke. Znano je, da vseh teh trgovin ni bilo mogoče prodati, donirati ali prosto prenesti, saj je bilo vse strogo urejeno. Trgovanje na Mestnem trgu je bilo omejeno s predpisi, kot je prepoved judovskim mesarjem gradnje svojih mesnic tako na mestnem trgu kot na Vokiečių (nemški) ulici. Prav tako je bilo prepovedano kupovati izdelke ob cestah in jih kasneje prodajati v mestu po višji ceni. To je bil ukrep, s katerim bi se izognili sezoni visokih cen, zlasti če bi primanjkovalo nekaterih proizvodov, na primer žita. Morebitne kršitve so bile kaznovane z denarnimi globami, bičanjem, zaporom in zaplembo blaga. Zaplenjeno blago so podarili različnim zatočiščem in bolnišnicam.
Po zgledu so mnoga uveljavljena mesta Vilni podelila Magdeburške pravice (srednjeveški zakonik o mestnih pravicah mesta Magdeburg, ki ga je sčasoma sprejelo več kot 1000 mest v srednji in vzhodni Evropi in ga prilagodili lokalnim potrebam). Te pravice so trgovcem na poteh skozi Vilno dovoljevale pravico, da se ustavijo v prestolnici in prodajajo svoje blago na tržnici. Leta 1503 je mesto zaradi števila tujih trgovcev na mestu današnje Narodne filharmonije zgradilo posebno gostišče. Imeli so prostore za trgovce in njihove spremstvo ter prostore za shranjevanje njihovega blaga ter prostor za konje, vozove in sani. Trgovcem in cehom so bili naloženi tudi strogi predpisi glede gradnje njihovih tržnic in udeležbe na mestnih prireditvah.
Vendar je bil boj s preprodajalci pogosto resničen izziv: močni lastniki jurisdikcij niso vedno ubogali ukazov vladarjev. Škotskim in judovskim obrtnikom je bilo v 17. stoletju prepovedano trgovati z zlatimi, srebrnimi, svilenimi in pol-svilenimi obrobami in robovi, vendar ta prepoved ni veljala za omenjene izdelke, proizvedene pri neapeljskih in frankfurtskih proizvajalcih.
Na trgu so organizirali številne atrakcije in prireditve, kot so predstave z medvedi, potujočimi akrobati, komiki in raznimi društvi. Priljubljene so bile tudi misteriji ali polverske predstave.
Mestni trg je bil kraj, kjer so organizirali različna praznovanja, kot so srečanja s pomembnimi gosti in tujimi vladarji ter družinski festivali lokalnih plemičev.
- Prva rekonstrukcija palače, delo Laurynasa Gucevičiusa
- Trg pred mestno hišo po rekonstrukciji
- Marcin Zaleski, Vilnius Town Hall, 1863
- Umikanje francoske vojske po neuspešni francoski invaziji na Rusijo (1812)